# Johann Heinrich Callenberg
Johann Heinrich Callenberg, orientaliste et théologien luthérien, professeur à l'université de Halle, né en Saxe en 1694, mort en 1760.

## Biographie
Johann Heinrich Callenberg fonda une institution pour les missions protestantes en Orient, et créa une imprimerie arabe et hébraïque, afin d'éditer des ouvrages à l'usage des convertis.

## Œuvres
On a de lui : 
- Prima rudimenta linguae arabicae, Halle, 1729 ;
- Scriptores de religione Muhammedica 1734 ;
- Specimen bibliothecae arabicae, 1736 ;
- ainsi que des traductions arabes du Nouveau Testament, de L'Imitation de Jésus-Christ, etc.

## Sources
Cet article comprend des extraits du Dictionnaire Bouillet. Il est possible de supprimer cette indication, si le texte reflète le savoir actuel sur ce thème, si les sources sont citées, s'il satisfait aux exigences linguistiques actuelles et s'il ne contient pas de propos qui vont à l'encontre des règles de neutralité de Wikipédia.